# Исполатов, Николай Николаевич
Николай Николаевич Исполатов (1 апреля 1855, Санкт-Петербург — 4 марта 1927, г. Усмань Воронежская губерния) — общественный и политический деятель. Организатор группы РСДРП в г. Усмани. Активный участник революции 1905—1907 гг.   В 1917—1918 гг. — председатель Усманского уисполкома, уездный военный комиссар.

## Биография
Н. Н. Исполатов родился 1 апреля 1855 года в г. С.-Петербурге в семье диакона церкви Смоленского кладбища. После окончания Ларинской гимназии поступил в Медико-хирургическую академию. В 1884 году получил степень доктор медицины.
1887—1893 годы — земский врач в Усманском уезде Тамбовской губернии, заведующий городской Усманской земской больницей. В 1893—1897 гг. врач в Воронеже.
1897—1917 г. участник революционного движения.
В годы гражданской войны он служил политкомиссаром медико-санитарной части Южного фронта, с 1919 года работал в подмосковном санатории в Красноуфимске. В 1920 году Н. Н. Исполатов возвратился в Усмань, заведовал уездным отделом просвещения и здравоохранения Усманского Совета. Последние годы жизни работал участковым врачом в Усманской уездной больнице.
Умер Николай Николаевич 4 марта 1927 года в Усмани, похоронен на Покровском кладбище.

## Политическая деятельность
Н. Н. Исполатов включился в революционное движение гимназистом. За чтение народовольческой газеты «Вперед» он был исключен из шестого класса гимназии. 24-летним петербургским студентом активно участвовал в волнениях в Военно-хирургической академии. Находился под негласным надзором полиции.
Участвовал в нелегальных социал-демократическом кружках в Воронеже.  В 1895 году     образовался «Центральный кружок социал-демократов» по примеру   созданного в  то время В. И. Лениным в Петербурге «Союз борьбы за освобождение рабочего класса».  Вел революционную пропаганду среди рабочих и служащих железнодорожной станции Воронеж В декабре 1897 года был арестован. Наказание отбывал в Новороссийске и Керчи.
По возвращении из ссылки Н. Н. Исполатов участвовал в Воронежской организации «Классы борьбы». В своей брошюре "Мысли старого врача по поводу «Записок врача Вересаева» (1902) он призывает врачей общественников «с помощью света науки» обличать «язвы общественного строя».
Н. Н. Исполатов был активным участником революционных событий 1905 года. В ходе октябрьской стачки в Воронеже возник орган народной власти — Делегатское собрание, являвшееся фактически Советом рабочих депутатов. Делегатское собрание существовало и действовало более двух месяцев, его первое заседание состоялось 13 октября.  Н. Н. Исполатов вошел в состав Делегатского собрания от большевиков.  В декабре 1905 года  он один из организаторов забастовки на Юго-Восточной железной дороге. 12 декабря на многотысячном митинге трудящихся  Н. Н. Исполатов призвал рабочих перейти к вооруженной борьбе с самодержавием. Однако правительственным войскам с помощью карательного отряда удалось разбить воронежских рабочих-дружинников и 16-17 декабря занять важнейшие пункты города: железнодорожные мастерские, вокзал, телеграф, центральные улицы. Вечером 17 декабря были арестованы  Н. Н. Исполатов и другие большевики.
В конце июня 1917 г. возглавил Усманский Совет рабочих, крестьянских и солдатских депутатов, первым в Тамбовской губернии провозгласивший Советскую власть в уезде 10 (23) ноября 1917 г.. Занимал ряд должностей в органах местного самоуправления, а именно 21 сентября 1917 г. был избран председателем Земской Управы. С 27 августа 1917 г. избран, но не утвержден Губисполкомом Временного Правительства, уездным комиссаром. Фактически уже с конца августа Совет во главе с Исполатовым играл решающую роль в управлении уездом. Делегат II Всероссийского съезда Советов (октябрь 1917 г.) Во главе отряда усманских красногвардейцев участвовал в штурме Зимнего дворца. В 1917—1918 гг. во главе исполкома Усманского Совета организует отряды Красной гвардии, комбеды, хлебные реквизиции.  1918—1920 гг. — комиссар Южного фронта. Последние годы жизни работал в органах здравоохранения Усманского уезда. В 1920 г. в письме к В. И. Ленину отмечал недовольство крестьян политикой «военного коммунизма», критиковал губернские власти.

## Память
В доме по улице Ленина № 70 в Усмани, где в последние годы жил и умер Н.Н. Исполатов, в 1969 году установлена мемориальная доска с надписью: «С 1925 года в этом доме жил и 4 марта 1927 года скончался первый председатель Усманского Совета рабочих, солдатских и крестьянских депутатов Николай Николаевич Исполатов». В 2004 году - надгробная плита на его могиле. Имя Исполатова носят улица Усмани и с. Верхняя Мосоловка.

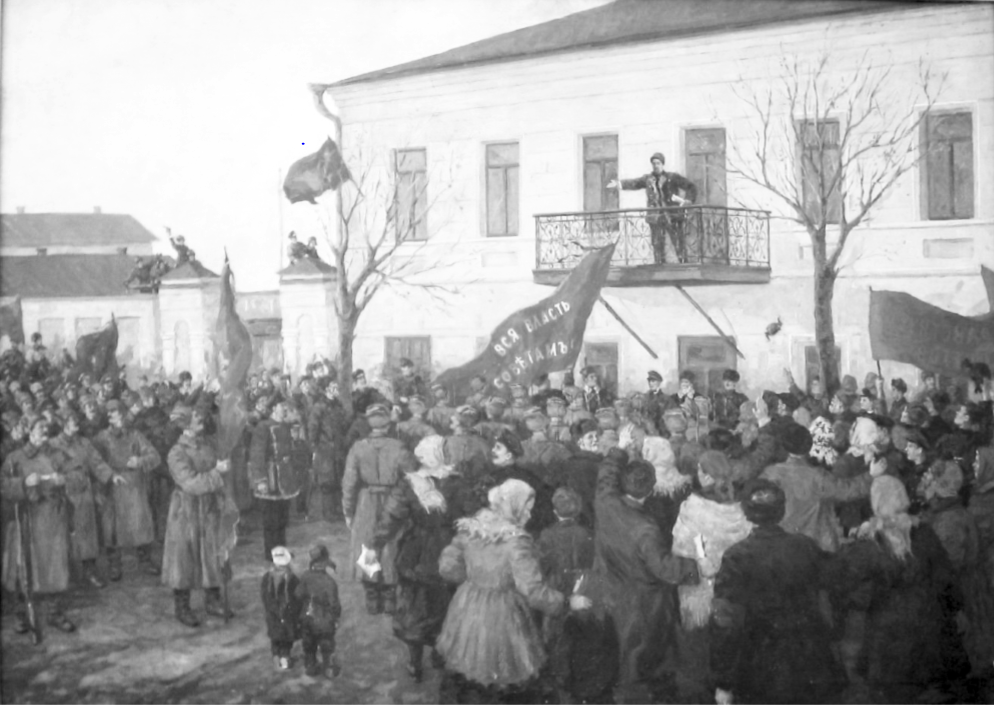
Художник Н.Даньшин. Исполатов Н.Н. провозглашает Советскую власть в Усмани